# Anopheles sinensis
Anopheles sinensis este o specie de țânțari din genul Anopheles, descrisă de Christian Rudolph Wilhelm Wiedemann în anul 1828. Conform Catalogue of Life specia Anopheles sinensis nu are subspecii cunoscute.